# Alberte Greve
Alberte Greve (Næstved, 16 september 2005) is een Deens baan- en wegwielrenster, en voormalig inline-skatester, die sinds 2025 bij de wielerploeg Uno-X Mobility rijdt.

## Carrière
Op jonge leeftijd won Greve verschillende nationale titels bij het inline-skaten: zo won ze in 2021 zilver op de 8000 meter puntenkoers op de Europese kampioenschappen in Portugal, in de jongerencategorie. In datzelfde jaar begon ze op de weg; haar eerste officiële wedstrijd was de junioreneditie van Gent-Wevelgem. Greve startte in 2022 bij een Deense amateurploeg, waar ze tot en met 2023 voor zou rijden. Per 2024 maakte ze de overstap naar het Belgische Lotto Dstny Ladies; ze reed dat jaar onder meer de Amstel Gold Race en de Simac Ladies Tour. Na één seizoen besloot ze te gaan rijden bij het Noorse Uno-X Mobility. In 2025 won ze het nationale kampioenschap op de weg: ze finishte solo en had een voorsprong van ruim een minuut op de achtervolgsters, waaronder Amalie Dideriksen.
Op de baan reed Greve in 2024 de achtervolging op de EK en de WK.

## Palmares

### Baanwielrennen
| Jaar        | DK                   | EK                                       | WK               | Overige                |
| Als belofte | Als belofte          | Als belofte                              | Als belofte      | Als belofte            |
| ----------- | -------------------- | ---------------------------------------- | ---------------- | ---------------------- |
| 2023        |                      | 4e ploegenachtervolging 7e achtervolging |                  |                        |
| 2024        |                      | 6e ploegenachtervolging                  |                  |                        |
| Als elite   |                      |                                          |                  |                        |
| 2022        | 7e scratch 9e omnium |                                          |                  |                        |
| 2023        |                      |                                          |                  | Aigle: · achtervolging |
| 2024        |                      | 8e achtervolging 9e puntenkoers          | 7e achtervolging |                        |

### Wegwielrennen
2023
 Deens kampioene tijdrijden, junioren
2024
 Deens kampioene tijdrijden, beloften
 Deens kampioenschap tijdrijden, elite
2025
 Deens kampioene op de weg, elite

#### Resultaten in voornaamste wedstrijden
|      | \| Jaar \| Parijs-Roubaix \| Amstel Gold Race \| Dwars door Vlaanderen \| \| WK op de weg \| \| ---- \| -------------- \| ---------------- \| --------------------- \| \| ------------ \| \| 2024 \| \| 98e \| 61e \| \| opgave \| \| 2025 \| buit.tijd \| \| opgave \| \| \| |                  |                       |  |              |
| Jaar | Parijs-Roubaix | Amstel Gold Race | Dwars door Vlaanderen |  | WK op de weg |
| 2024 | | 98e              | 61e                   |  | opgave       |
| 2025 | buit.tijd |                  | opgave                |  |              |

## Ploegen
- 2024 –  Lotto Dstny Ladies
- 2025 –  Uno-X Mobility